# شهرستان دادی (میسوری)
شهرستان دادی (به انگلیسی: Dade County) یک منطقهٔ مسکونی در ایالات متحده آمریکا است که در میزوری واقع شده‌است. شهرستان دادی ۱٬۳۱۰٫۵۴ کیلومتر مربع مساحت دارد.